# إيما هاريس
إيما هاريس (ولدت في 29 مارس 2002) هي لاعبة كرة قدم إنجليزية محترفة تلعب في مركز المهاجم لفريق وست هام يونايتد لكرة القدم للسيدات..

## نشأتها
وُلدت هاريس في إنجلترا. انضمت إلى أكاديمية ريدينغ في الثامنة من عمرها وبدأت اللعب مع فريق تحت 9 سنوات؛ وظلت في الأكاديمية حتى رُقّيت إلى الفريق الأول.

## مسيرتها الكروية

### ريدينغ
ظهرت هاريس لأول مرة مع الفريق الأول في 4 أكتوبر 2020، حيث دخلت بديلةً في الدقيقة 80، بديلةً لـ أمالي إيكلاند في مباراة الفوز على وست هام. في 27 يناير 2021، وقّعت هاريس عقدًا لمدة عامين ونصف مع ريدينغ، وهو أول عقد احترافي لها..
سجلت هاريس هدفها الاحترافي الأول في مباراة دوري السوبر للسيدات ضد نادي بريستول سيتي في عام 2021.
في 29 يونيو 2023، أعلن نادي ريدينغ رحيل هاريس بعد هبوطه إلى دوري الدرجة الأولى النسائي (إنجلترا). أنهت مواسمها الثلاثة مع النادي بعد أن سجلت 6 أهداف من 51 مباراة خلال المواسم الثلاثة.

### وست هام يونايتد
في 2 أغسطس 2023، انضم هاريس إلى وست هام يونايتد. ظهرت لأول مرة في الدوري أمام نادي مانشستر سيتي لكرة القدم ونادي مانشستر سيتي في 1 أكتوبر 2023. سجلت هاريس هدفها الأول في كأس رابطة كرة القدم للسيدات ضد تشارلتون أثليتيك في 11 أكتوبر 2023، وسجلت في الدقيقة 58.

## مسيرته الدولية

### الشباب
في مارس 2019، استُدعيت هاريس إلى منتخب إنجلترا تحت 17 عامًا للمشاركة في تصفيات بطولة أوروبا تحت 17 عامًا 2019. سجلت الهدفين الافتتاحيين في فوز 8-0 على جورجيا.
في أكتوبر 2021، تم اختيار هاريس كجزء من فريق منتخب إنجلترا تحت 23 عامًا، الظهور ضد بلجيكا كبديل رقم 86 لـ إيبوني سالمون. في نوفمبر، سجلت الهدف الافتتاحي في فوز 11-0 على إستونيا في سانت جورج بارك. استمرت في الظهور في فريق تحت 23 عامًا في 2022-2023.

## حياتها الشخصية
تواعد هاريس لاعبة كرة القدم النسائية وزميلتها السابقة في منتخب إنجلترا للشباب، إيلي برازيل.

## إحصائيات

### مع النادي
آخر تحديث 17 ديسمبر 2023.
| النادي          | الموسم  | الدوري              | الدوري | الدوري  | الكأس الوطنية | الكأس الوطنية | كأس الدوري | كأس الدوري | الإجمالي | الإجمالي |
| النادي          | الموسم  | القسم               | اللعب  | الأهداف | اللعب         | الأهداف       | اللعب      | الأهداف    | اللعب    | الأهداف  |
| --------------- | ------- | ------------------- | ------ | ------- | ------------- | ------------- | ---------- | ---------- | -------- | -------- |
| ريدينغ          | 2020–21 | دوري السوبر للسيدات | 16     | 1       | 1             | 0             | 3          | 0          | 20       | 1        |
| ريدينغ          | 2021–22 | دوري السوبر للسيدات | 19     | 3       | 2             | 0             | 3          | 0          | 24       | 3        |
| ريدينغ          | 2022–23 | دوري السوبر للسيدات | 16     | 2       | 2             | 0             | 2          | 0          | 21       | 2        |
| ريدينغ          | المجموع | المجموع             | 51     | 6       | 5             | 0             | 8          | 0          | 64       | 6        |
| وست هام يونايتد | 2023–24 | دوري السوبر للسيدات | 9      | 0       | 0             | 0             | 1          | 1          | 10       | 1        |
| المجموع         | المجموع | المجموع             | 60     | 6       | 5             | 0             | 9          | 1          | 74       | 7        |